# تخدير بيطري

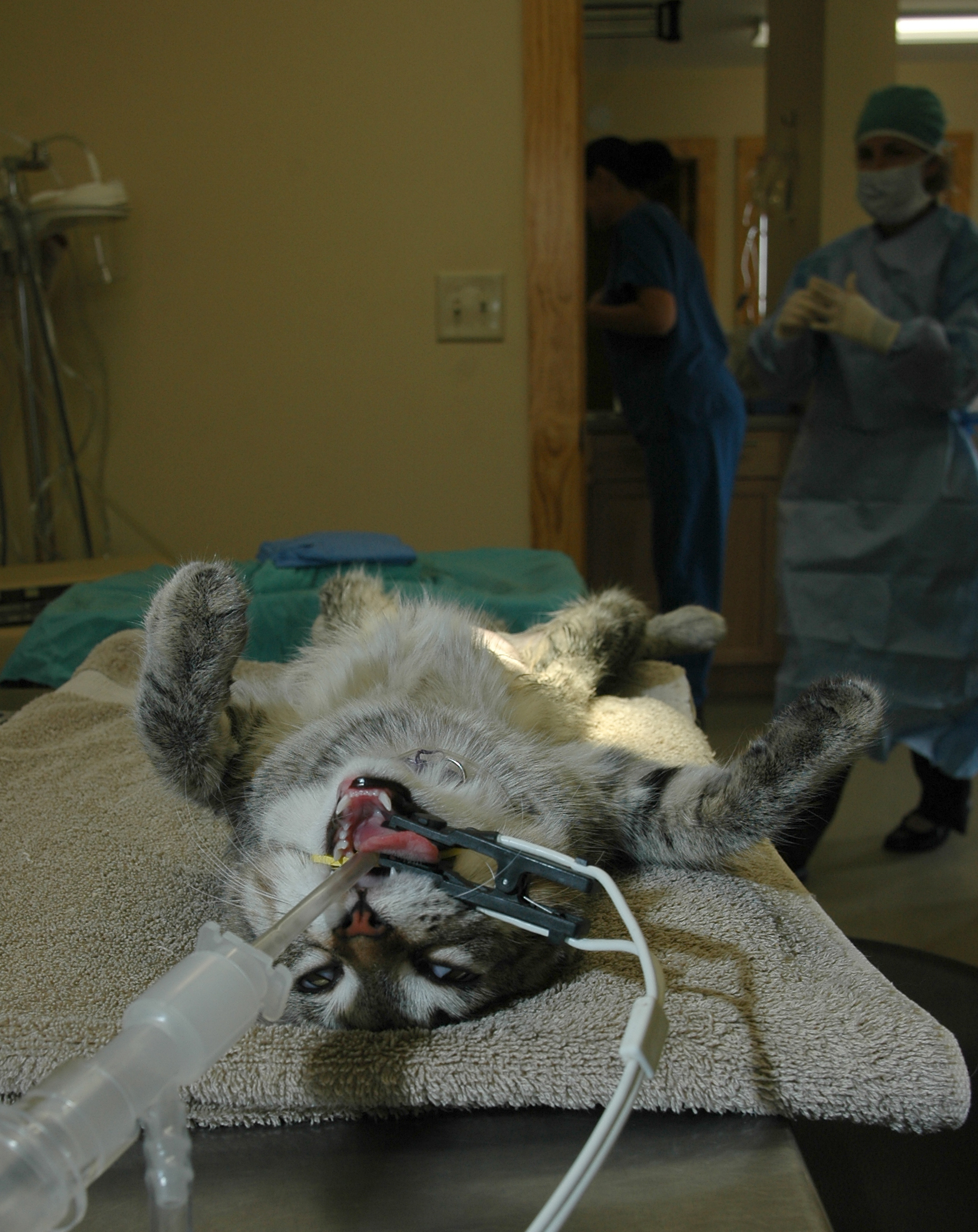
قط مخذر

تخدير بيطري، هي عملية تخدير للحيوانات يُجريها طبيب بيطري أو فني بيطري مرخص. وهو تخصص في مجال الطب البيطري، يهدف إلى الإدارة الصحيحة لتخدير الحيوانات والسيطرة على وعيها أثناء القيام بالجراحات الخاصة بها. حيث يقوم الطبيب البيطري أو فنى الطب البيطري بإدارة أدوية التخدير المخصصة للحيوانات بهدف تقليل التوتر والسلوك المدمر عندها، وتقليل التهديد بالإصابة لكل من الحيوان ذاته وكذلك الشخص الذي يعالجه. مجال التخدير في الطب البيطري أوسع من مجاله في الطب البشري، نظرًا لعدم قدرة الحيوانات على التجاوب والتعاون أثناء عمليات التشخيص وأية إجراءات جراحية محتملة، والتخدير البيطري يشمل كل من: تخدير الكلاب والقطط والخيول والأبقار والأغنام والماعز والخنازير، بالإضافة إلى كافة الحيوانات الأخرى التي تتطلب رعاية بيطرية مثل الطيور والزواحف وغيرها.

## فنيو التخدير البيطري
إن عملية التخدير التي يشرف عليها فنى متخصص تعد أكثر أمانًا من تلك التي تجري دونه، ومهمة فنيو التخدير تكمن في إدارة عملية التخدير ومراقبتها بإشراف الطبيب البيطري المعالج، وفنيو التخدير لا يشرفون فحسب على الحالات المخدرة، ولكن أيضا يشاركون طلاب الطب البيطري في تلقي التعليم، وذلك في العديد من المؤسسات الأكاديمية، ولكي يصبح الفني متخصصًا في التخدير في أمريكا الشمالية يجب عليه أن يكون مرخصًا في ولايته أولاً، وأن يكون لديه 6000 ساعة عمل في الطب البيطري، 75% منها في مجال التخدير، وأن يكون لديه أيضًا 40 ساعة من التعليم المستمر في التخدير.

## تجهيزات ما قبل التخدير

### الصيام
قبل عملية تخدير الحيوان لابد من فترة صيام محددة، والتي تختلف باختلاف الحيوانات، وبنوعية الجراحة التي تجرى لها، فيجب مثلاً تطويل فترة الصيام في الجراحات المتعلقة بالبطن، أو بشكل عام يجب مراعاة أنه كلما طالت فترة العملية ؛ يجب تطويل فترة الصيام، كما يجب عدم تصويم الحيوانات الصغيرة في العمر والحجم حتى لا يحدث نقص في سكر الدم. ويجب عدم تصويم الحيوانات المصابة بداء السكري أو بورم أنسليني، كما أنه لا يعد التصويم عن الماء ضرورياً في أغلب أنواع الحيوانات عدا المجترات والإبل، والجدول التالي يوضح فترات الصوم من الأكل والماء لعدد من الأنواع المختلفة.
| النوع          | الوقت المقترح من الصوم من الأكل | الوقت المقترح من الصوم من الماء | ملاحظات                                 |
| -------------- | ------------------------------- | ------------------------------- | --------------------------------------- |
| طيور الزينة    | 1 - 3 ساعات                     | ساعة أو أكثر قليلاً              | كلما صغر الطائر قلت المدة               |
| الطيور الجارحة | 6- 12 ساعة                      | ساعتان                          | وتصل في صوم الأكل إلى 24 ساعة قي الطيور |
| النعام         | 12 - 24 ساعة                    | ساعتان                          |                                         |
| القطط          | 6 -8 ساعة                       | 6 ساعات                         |                                         |
| الأبقار        | 24 - 48 ساعة                    | 12 - 24 ساعة                    |                                         |
| الكلاب         | 6 - 8 ساعات                     | 6 ساعات                         |                                         |
| الماعز         | 12- 24 ساعة                     | 2 -8 ساعة                       |                                         |
| الخيول         | 6 -12 ساعة                      | غير ضروري                       |                                         |
| الأغنام        | 12 - 24 ساعة                    | 2 - 8 ساعة                      |                                         |
| الأرانب        | 8 ساعات                         | غير ضروري                       |                                         |
| الخنازير       | 8 - 12 ساعة                     | غير ضروري                       |                                         |

## أدوية التخدير البيطري

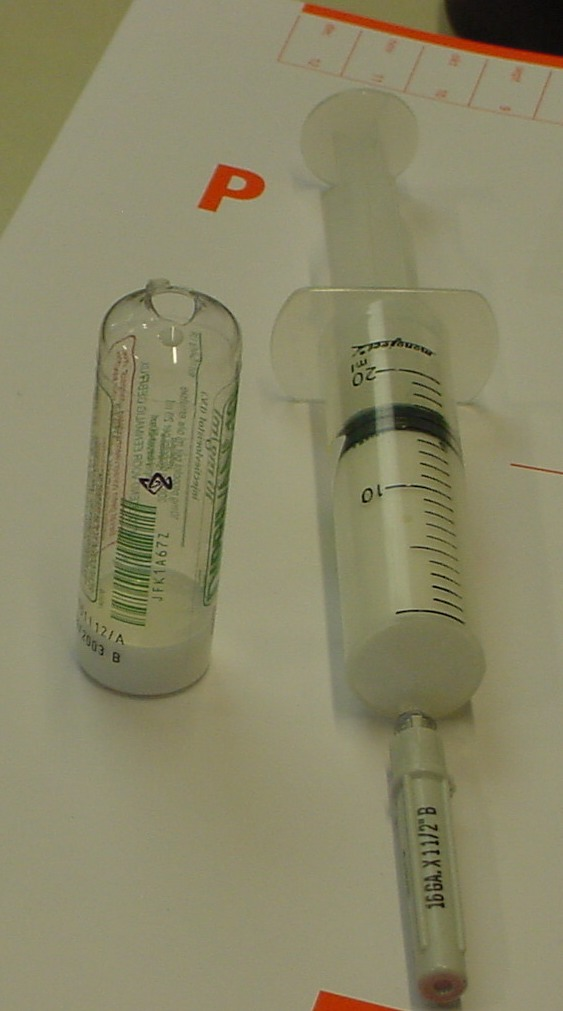
بروبوفول

هناك العديد من الأدوية التي يستخدمها فنيو التخدير البيطري والأطباء البيطرين في عملية التخدير، والتي نذكر من بينها
- يوهمبين (بومبين)- ويعمل على تثبيط مستقبلات آلفا-2، كما له نشاط مضاد لمادة سيروتونيت، مدة عمله ساعة واحدة عند حقنه بالوريد أو العضل، ومصرح يه للكلاب.
- زاي لازين (رمبون-أنسيد)- يعمل على تنشيط مستقبلات ألفا2 في الحهاز العصبي المركزي، وتثبيط إطلاق النوافل العصبية في الدماغ، مدة عمله تعتمد على الجرعة وعلى نوع الحبوان. والدواء مصرح به للخيول والقطط والكلاب والإبل والغزلان بنسب مختلفة.
- في كيورنيومVecuronium (نور كيورون)- تأثيراته تتمثل في البسط العكوسي للعضلات الهيكبية، مدة عمله نصف ساعة عند الحقن بالوريد.
- تولا زولين ( تولازين)- بحتل ويضاد مستقبلات ألفا2، مدة عمله ساعتان بالعضل والوريد، ومصرح به للخيول.
- تايل تامين/زولازبيام(تيلازول)- مخدر متفارق متحد مع بنزوداي زبين، مدة عمله تعتمد على الجرعة والنوع. مصرح به للقطط والكلاب.
- ثيوبنتال (بنثوثال- انترافال)- منبه ومهديء يعمل على تثبيط الجهاز العصبي المركزي بعمله على مستقبلات باربيتوريتات، مدة عمله 15 دقيقة عند حقنه بالوريد. مصرح به للكلاب.
- بروبوفول (رابي نوفيت)- مهديء ومنوم يعمل على ثبيط الجهاز العصبي المركزي بزيادة نشاط جابا في الدماغ وتقليل معدل الأيض الدماغي، مدة عمله 15 دقيقة عند الحقن بالوريد. مصرح به للكلاب.
- بنوباربيتال (نبيمبيتال- بيو ايثونزيا)- من تأثيراته التهدئة وفقدان الوعي، مدة عمله تعتمد على الجرعة وعلى النوع، مصرح به للكلاب.
- بنتازوكين (تالوين)- يعمل على تنشيط مواد كابا وتثبيط مواد ميو في الدماغ والنخاع الشوكي، مدة عمله ساعان عند الحقن بالعضل وتجت الجلد.مصرح به للخيول والكلاب.
- أوكسي مورفون (نم أورفان)- يعمل على تنشيط مستقبلات ميو، مدة عمله من 2: 6 ساعات عند الحقن بالوريد والعضل وتحت الجلد.مصرح به للكلاب والقطط.أوكسي مورفون

أوكسي مورفون

- مبثوكسي فلورين methoxyfluraane (ميتوفين-بن ثرين)- من تأثيراتها فقد الوعي وقتل الألم وبسط العضلات. مصرح به للحيوانات الصغيرة والكبيرة والطيور.
- أيسبرومازين (بروميس- إسيتال برومازين). مصرح به للخيول والقطط والكلاب.
- أتي باميزول Atipamezole (أنتي سدان)- مصرح به للكلاب.
- اتروبين- مضاد كولينيرجي، مصرح به للكلاب والقطط والأبقار والأغنام والخيول.
- أزابيرون Azaperone (استرستيل)- مضاد للدوةبامين وللهستامين، مدة عمله من 2:4 ساعات عند الحقن بالعضل أو الوريد. مصرح به للخنازير.
- بيتور فانول Butorphanol - ينشط مستقبلا كابا ويثبط مستقبلات ميو في الدماغ والنخاع الشوكيمدة عمله من ساعة لساعتين بالحقن بالوريد والعضل وتحت الجلد وعند تناوله عن طريق الفم. مصرح به للخيول والكلاب.

## التخدير الموضعي في الحيوانات
يعد التخدير الموضعيما والناحي جزء رئيس بعيادات الحيوانات الكبيرة، لأسباب أقتصادية وعملية، ومع التزايد الدائم لعلاج الألم في كل الفصائل البيطرية، حظيت طرق التخدير الموضعي والناحي غلى قبول الناس في عيادات الحيوانات الصغيرة. كما أن المزايا العديدة للتخدير الموضعي تجعله مفيدً وبشكل خاص في الممارسات البيطرية، وبشكل عام يمكن القول بأختلاف أستراتيجيات التخدير في الحيوان حسب نوع الحيوان، فالطريقة المستخدمة مثلاً في تخدير الكلاب تختلف عن تلك المستخدمة في تخدير القطط، وطريقة التخدير في الزواحف تختلف عن طرق التخدير في الثدييات، وطريقة تخدير المجترات والإبل تختلف عن طريقة تخدير الخيول والتى تبدو صعبة لحد ما وتمثل تحد بالنسبة للفني البيطري، وهو نقس التحدي الذي يواحهه الفني عند تخدير الخنازير. وبشكل عام هناك مجموعة من الطرق لتخدير الحيوانات والتي تكون واحدة من: إما عن طريق المواد المستنشقة، أو الأدوية التي يتم توصيلها للحيوان في صورة غاز. وإما عن طريق الحقن بكافة صوره(الوريدي والعضلي وتحت الجلد وغيرها). وإما عن طريق الفم أو فتحة الشرج الخاصة بالحيوان من خلال توصيل محاليل سائلة، وإما عن طريق التخدير الموضعي سالف الذكر.
ويمكن تصنيف التخدير في الحيوانات إلى أربعة مستويات رئيسة:
- المستوى الأول ويسمى بالخوف والقلق والتوتر الضئيل، وفي هذا المستوى لا يحدث الفقدان الكامل للوعي، وإنما خفض معدل ضربات القلب ولسلوك من أجل تسهيل عملية التعاون مع الحيوانات.
- المستوى الثاني وهو التخدير الخفيف، بحيث يكون الحيوان تحت تأثير التخدير الخفيف لفترة من الزمن.
- المستوى الثالث، أو مستوى ما قبل الأخير ويسمى بالتخدير المعتدل ويستمر لفترات أطول، ويتم تحقيق هذا المستوى من الخدير عن طريق الجمع بين المواد الافيونية والمهدئات، والمواد الأفيونية ومستقبلات ألفا2، أو الثلاثة معًا.
- المستوى الرابع أو المستوى الأخير، ويسمى بالتخدير الشديد، ويستخدم في الإجراءات الكبري الخاصة بالحيوانات، وهو يستمر لفترة أول من المستويات الثلاثة السابقة.

## الملاحظات
1. ↑  وفقًا لجمعية الفنيين البيطريين في أمريكيا الشمالية، وهي الجهة المسؤولة عن منح تراخيص للفنيين المتخصصين في التخدير

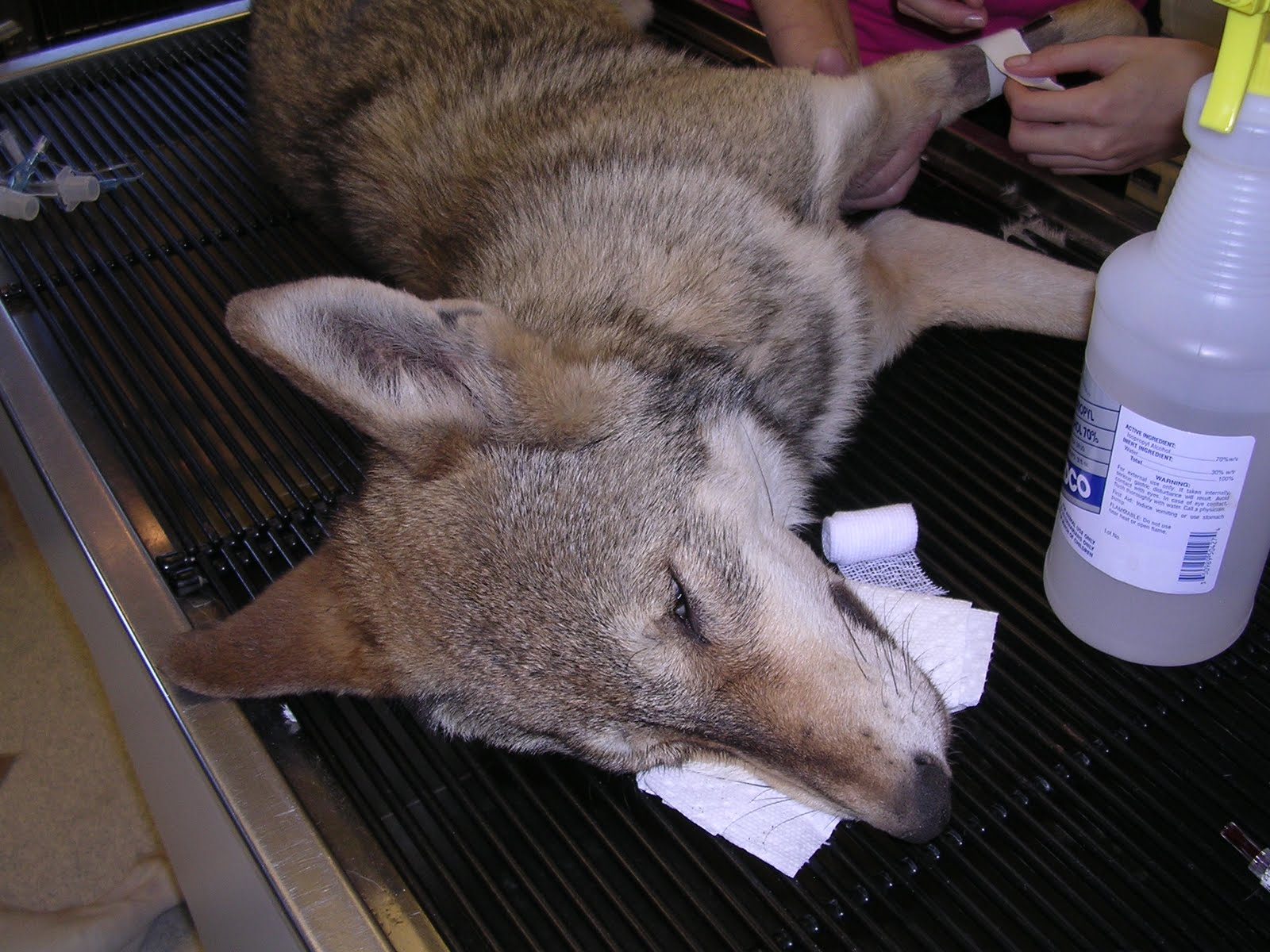

2. ↑  والذي يعني فقدان كامل للإحساس لجزء او منطقة من الجسم